# Arkæologisk frilandsmuseum
Et arkæologisk frilandsmuseum er et frilandsmuseum der indeholder rekonstruerede bygninger i naturlig størrelsesforhold. Bygninger er opført på baggrund af arkæologisk fund. De indeholder også immateriel kultur og der bliver ofte lavet fortolkning af, hvordan folk i fortiden levede og opførte sig ved såkaldt living history. Det foregår ligeledes på baggrund af historiske og arkæologiske kilder, og formålet er uddannelse og underholdning af de besøgende. Museerne kan også udføre eksperimentel arkæologi.
De arkæologiske frilandsmuseer adskiller sig fra de traditionelle frilandsmuseer, ved at bygninger er nyopførte frem for eksisterende gamle huse, der er blevet flyttet.
En stor del af verdens arkæologiske frilandsmuseer er organiseret i foreningen EXARC, der er tilknyttet International Council of Museums.

## Eksempler
I Danmark findes en række arkæologiske frilandsmuseer heriblandt Bork Vikingehavn, Hjemsted Oldtidspark, Jernalderlandsbyen, Middelaldercentret, Sagnlandet Lejre, Stenaldercentret og Vikingelandsbyen.
Internationalt findes bl.a. Colonial Williamsburg, Biskupin, Butser Ancient Farm, Flag Fen, Pfahlbau Museum Unteruhldingen, Saalburg, Plimoth Plantation, West Stow Anglo-Saxon village, Havránok, Scottish Crannog Centre og Eindhoven Museum.